# Marcos Gueiros

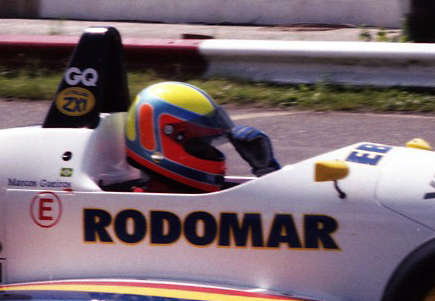

Marcos Gueiros est un pilote automobile brésilien né le 16 janvier 1970. Retiré des circuits, il vit aujourd'hui à Belém.

## Carrière
- 1991 : Championnat du Brésil de Formule 3, champion
  - Formule 3 sudaméricaine, 2e
- 1992 : Championnat du Brésil de Formule 3, champion
  - Formule 3 sudaméricaine, champion
- 1993 : Championnat de Grande-Bretagne de Formule 3, 12e
  - Championnat d'Italie de Formule 3, 15e (3 courses)
- 1994 : Championnat de Grande-Bretagne de Formule 3, 6e
- 1995 : Formule 3000, 14e
- 1996 : Formule 3000, 5e